# Hypnomys morpheus
Hypnomys morphaeus або велетенська соня Мальорки — вимерлий вид гризунів родини вовчкових (Gliridae).

## Історія відкриття
Добре збережені скелети Hypnomys morpheus виявлені в відкладеннях на дні озера в Кова-де-Па-де-Вальгорнера на острові Мальорка. Передбачуваний вік скам'янілостей — 2,5-2 млн років. 

## Опис

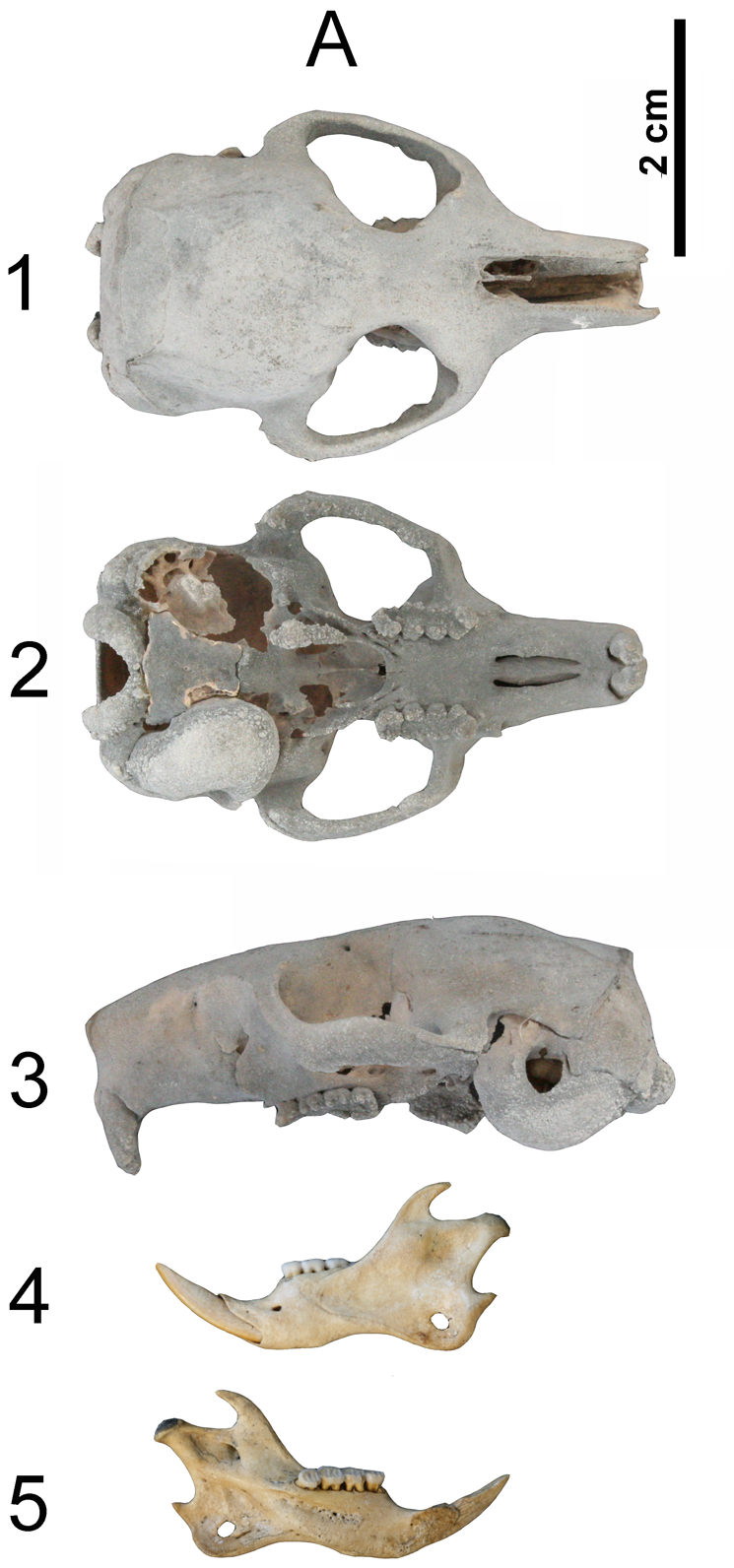
Фрагменти черепа Hypnomys morpheus

Про морфологію Hypnomys мало що відомо. По суті він схожий на види роду Eliomys. Єдина відмінність — масивна конструкція нижньої щелепи, що допомагало їсти твердішу їжу. Розмір тіла — 179 мм, хвоста — 116 мм, оціночна вага — близько 250 г.

## Поширення
У період з кінця плейстоцену до початку голоцену зайняли острови Мальорка, Менорка і Кабрера з групи Балеарських островів.